# 西藏宾馆

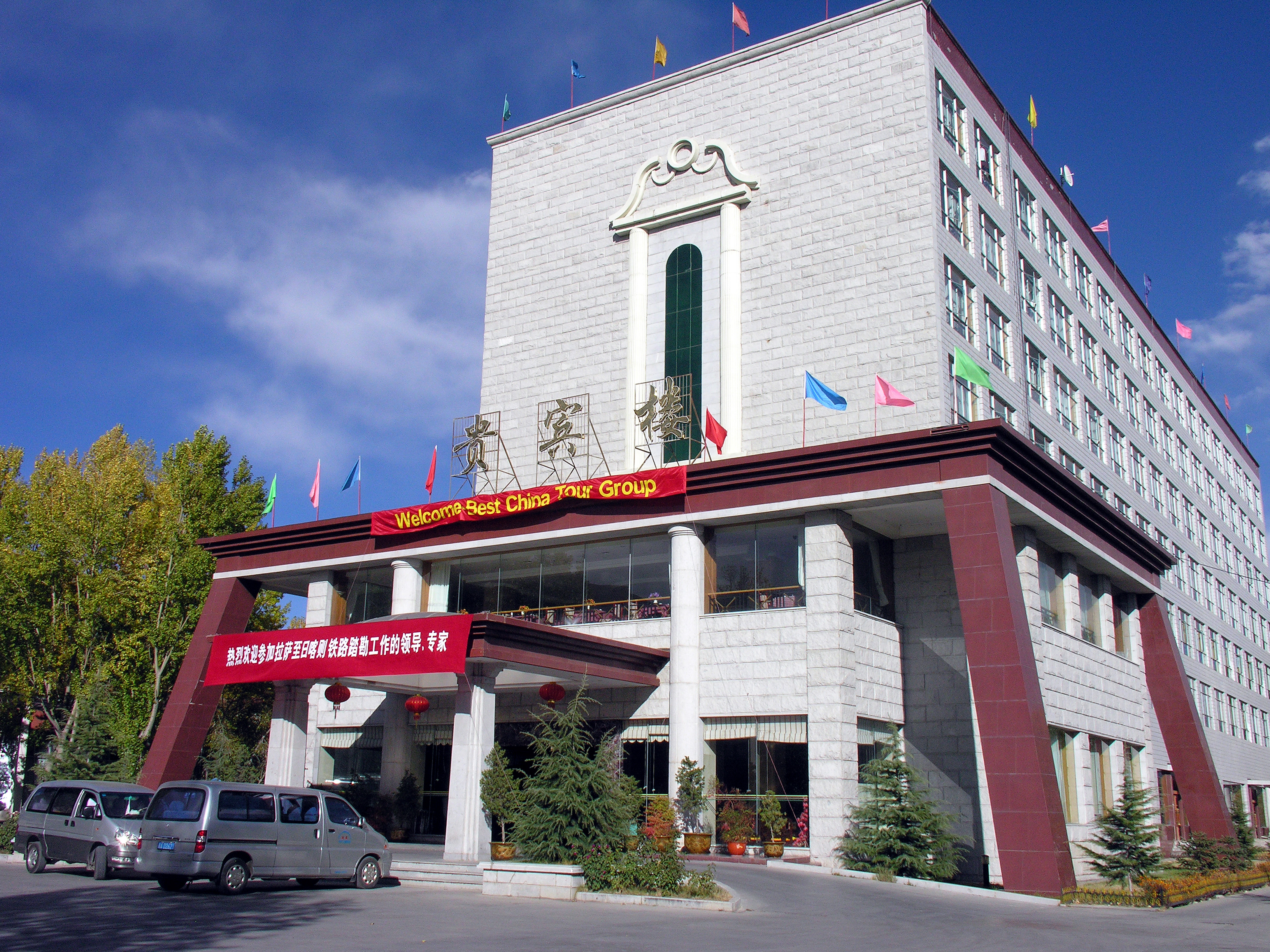

西藏宾馆（英語：Tibet Hotel）是一家位于中国西藏自治区拉萨市的四星级饭店，位于拉萨市北京中路64号。该旅馆内有湖泊，是一家“天然氧吧”旅馆。该宾馆是43项援藏工程之一。

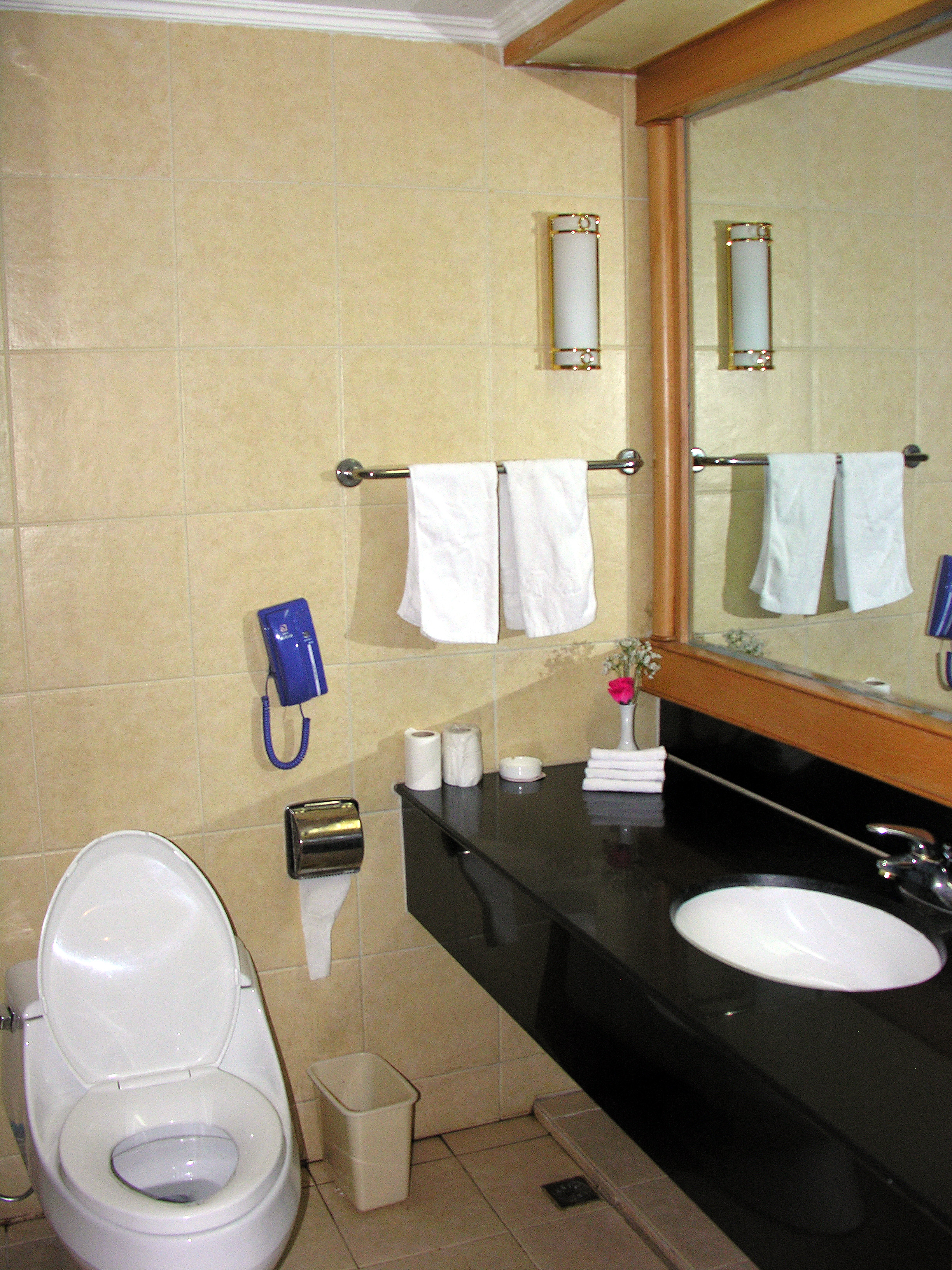
客房盥洗室
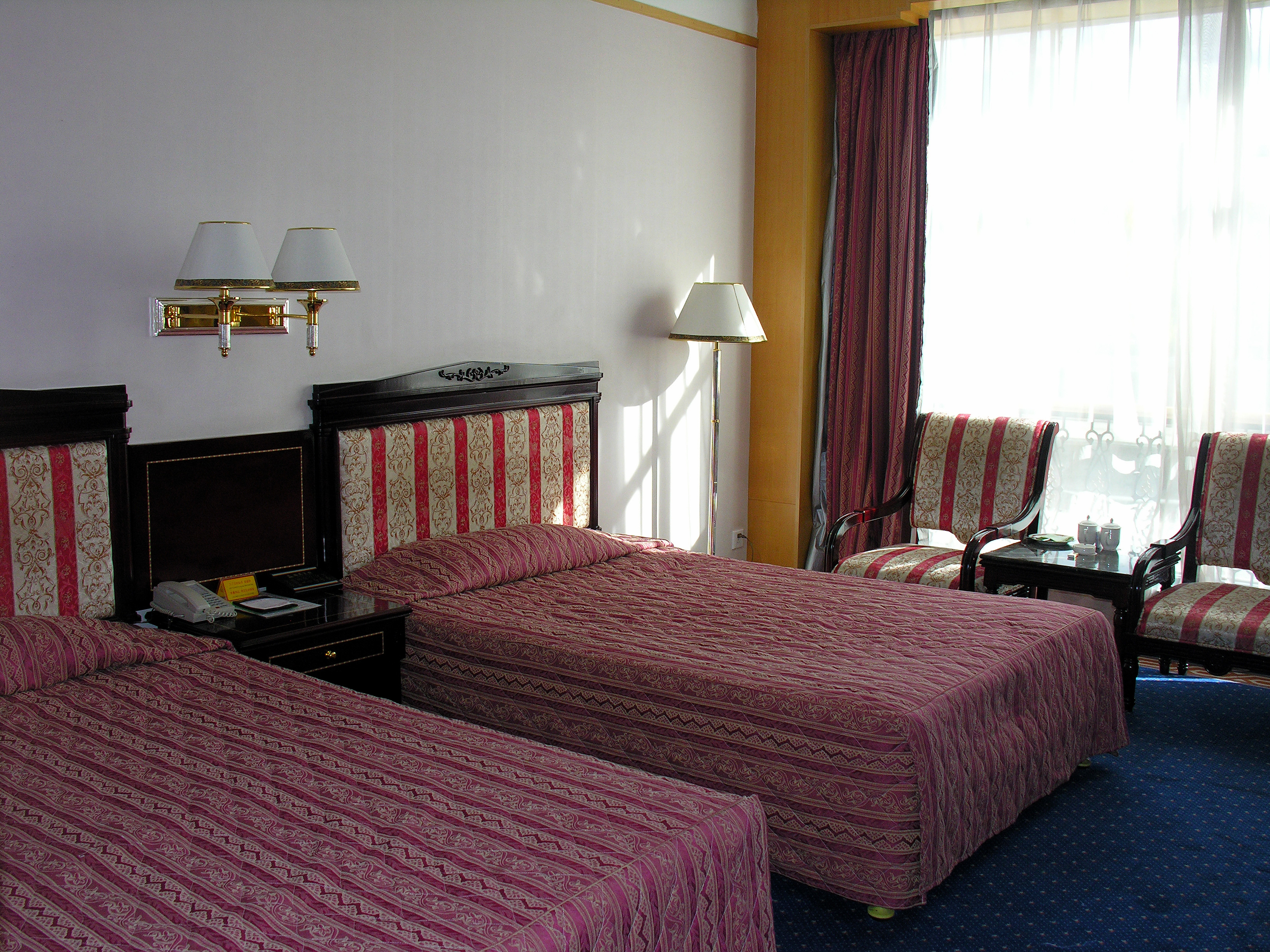
客房